# 圣雅各教堂 (罗滕堡)

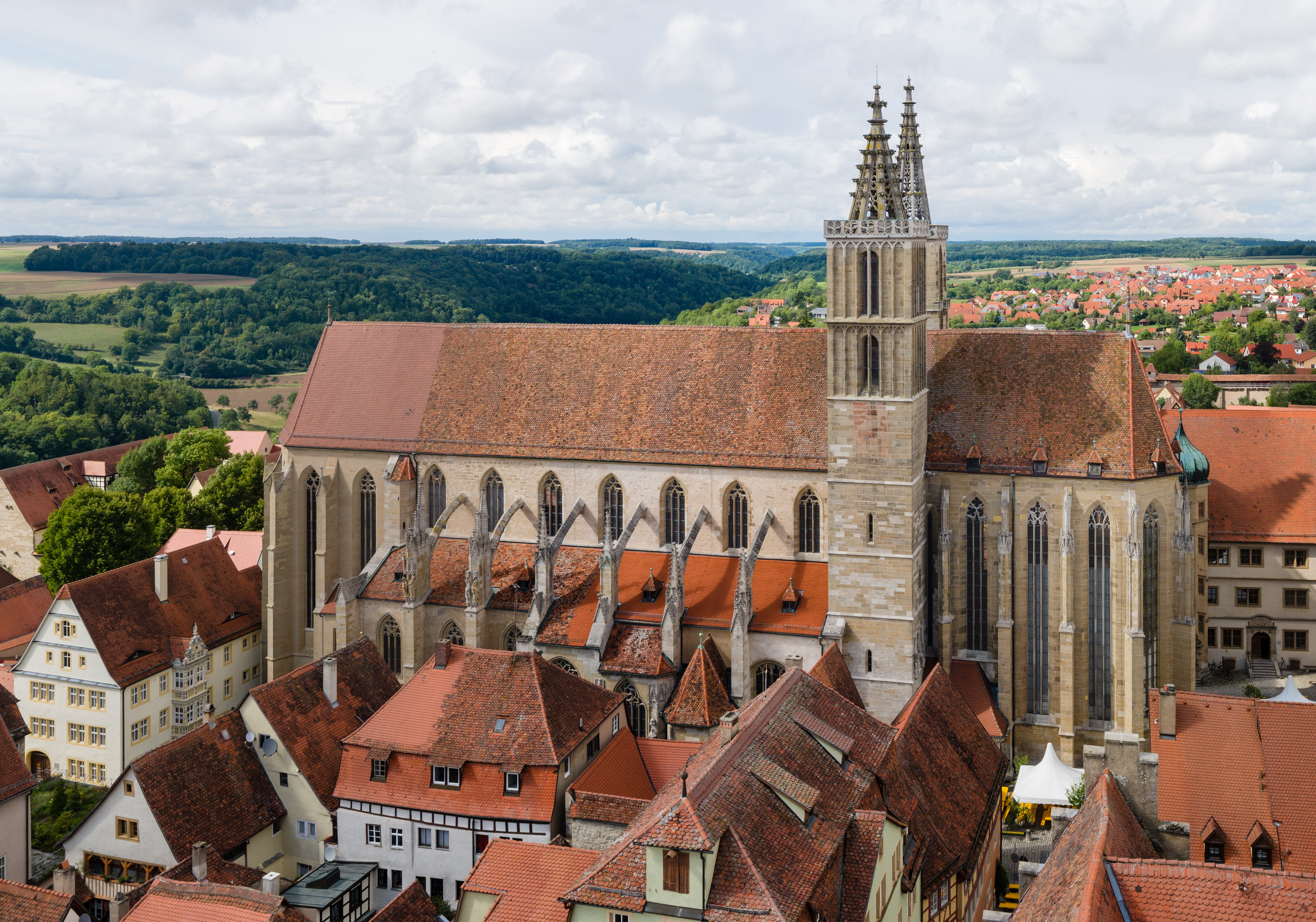
圣雅各教堂

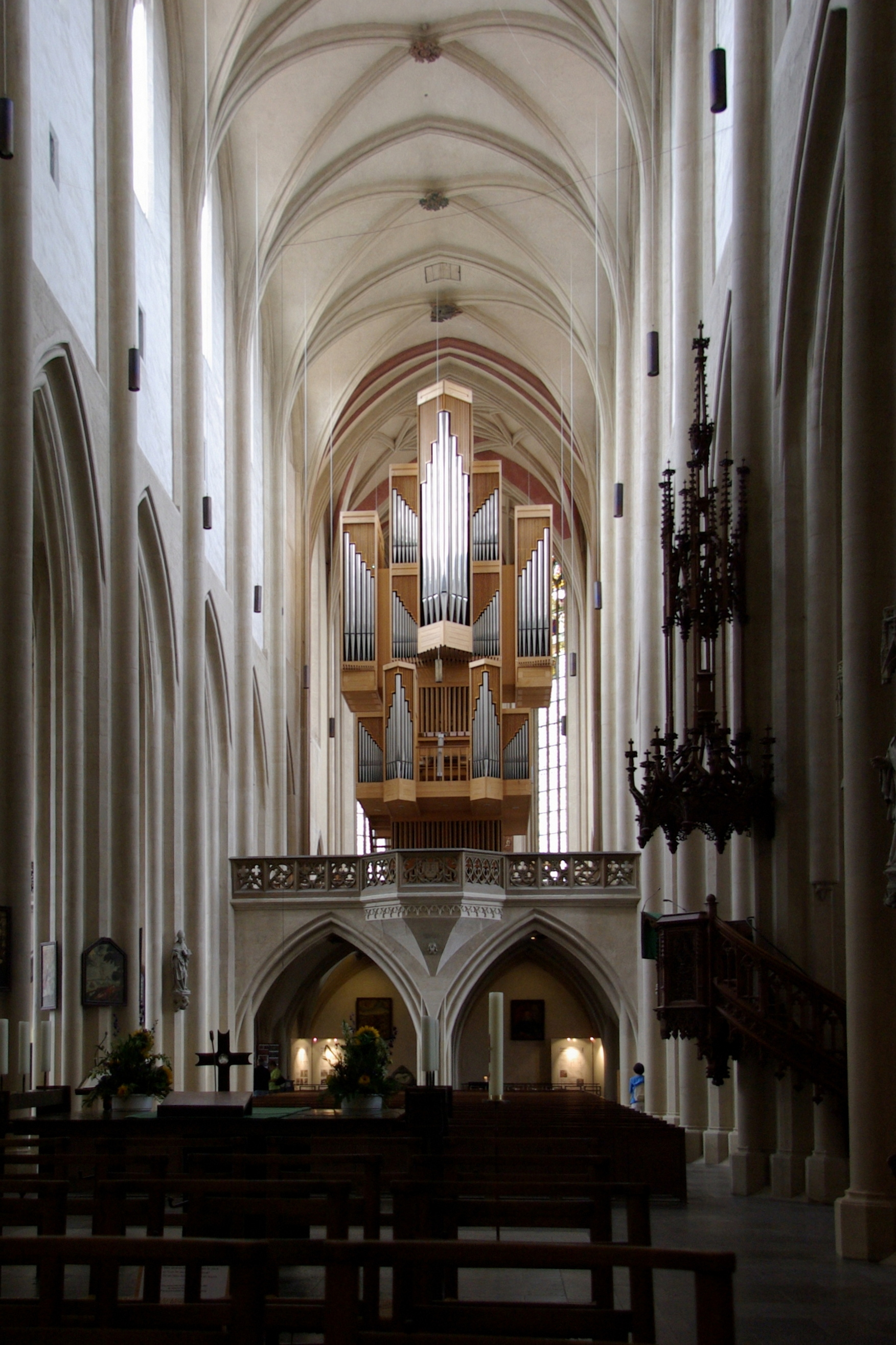
内部

圣雅各教堂（St. Jakob）是德国陶伯河上游羅滕堡一座古老的路德会教堂，位于前往西班牙圣地亚哥-德孔波斯特拉圣雅各教堂的朝圣之路上。它有两个钟楼（南塔55.2米，北塔57.7米）。 
圣雅各教堂依照哥特风格所建。教堂东端供祭司和唱诗班使用的圣坛最先建于公元1311年至1322年间。随后的中央大殿在公元1373年至1436年间竣工，最后西面的圣坛完工于1450年至1471年间。1485年由维尔茨堡主教主持完成落成典礼。
教堂内有著名的圣血祭坛装饰屏，由提尔曼·里门施奈德雕刻于1500年至1505年，描绘进入耶路撒冷、最后的晚餐以及橄榄山等场景。 

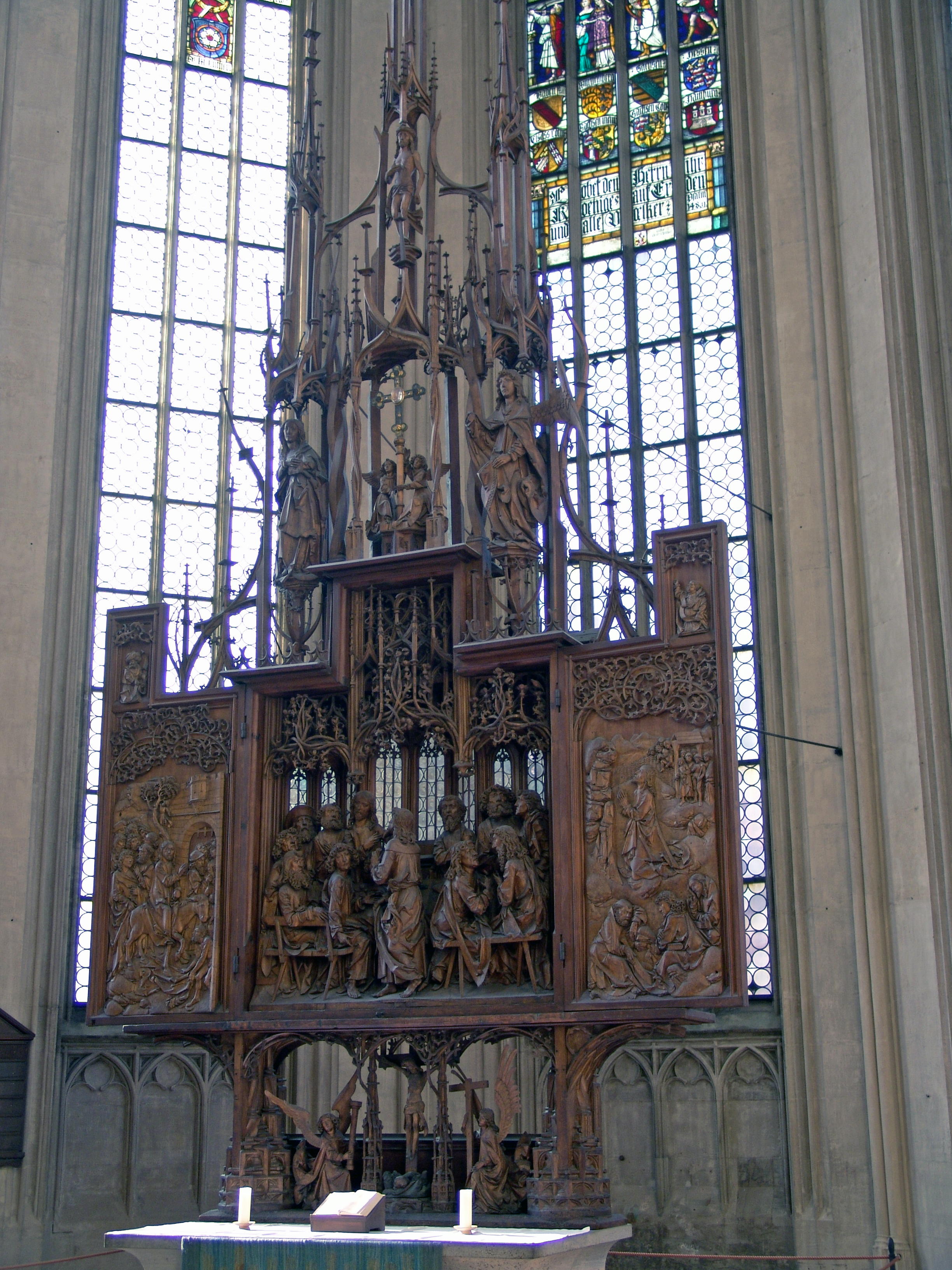
圣血祭坛装饰屏
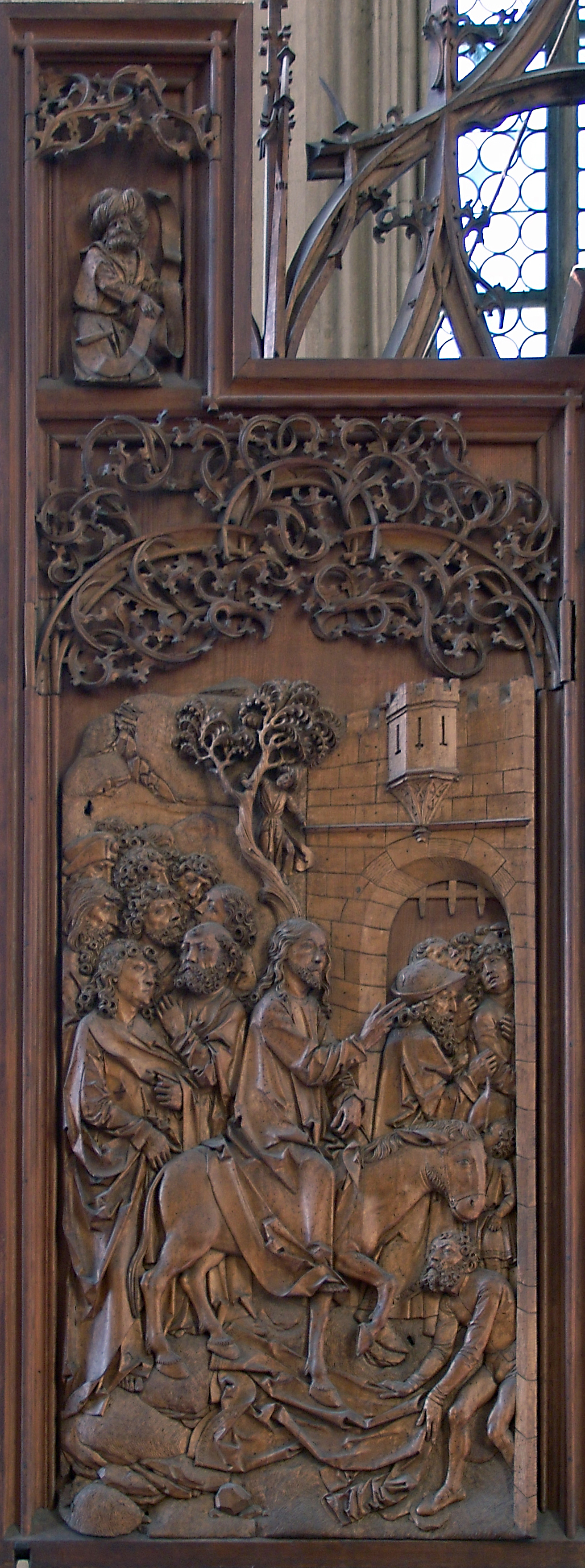
圣血祭坛装饰屏细部：基督进入耶路撒冷
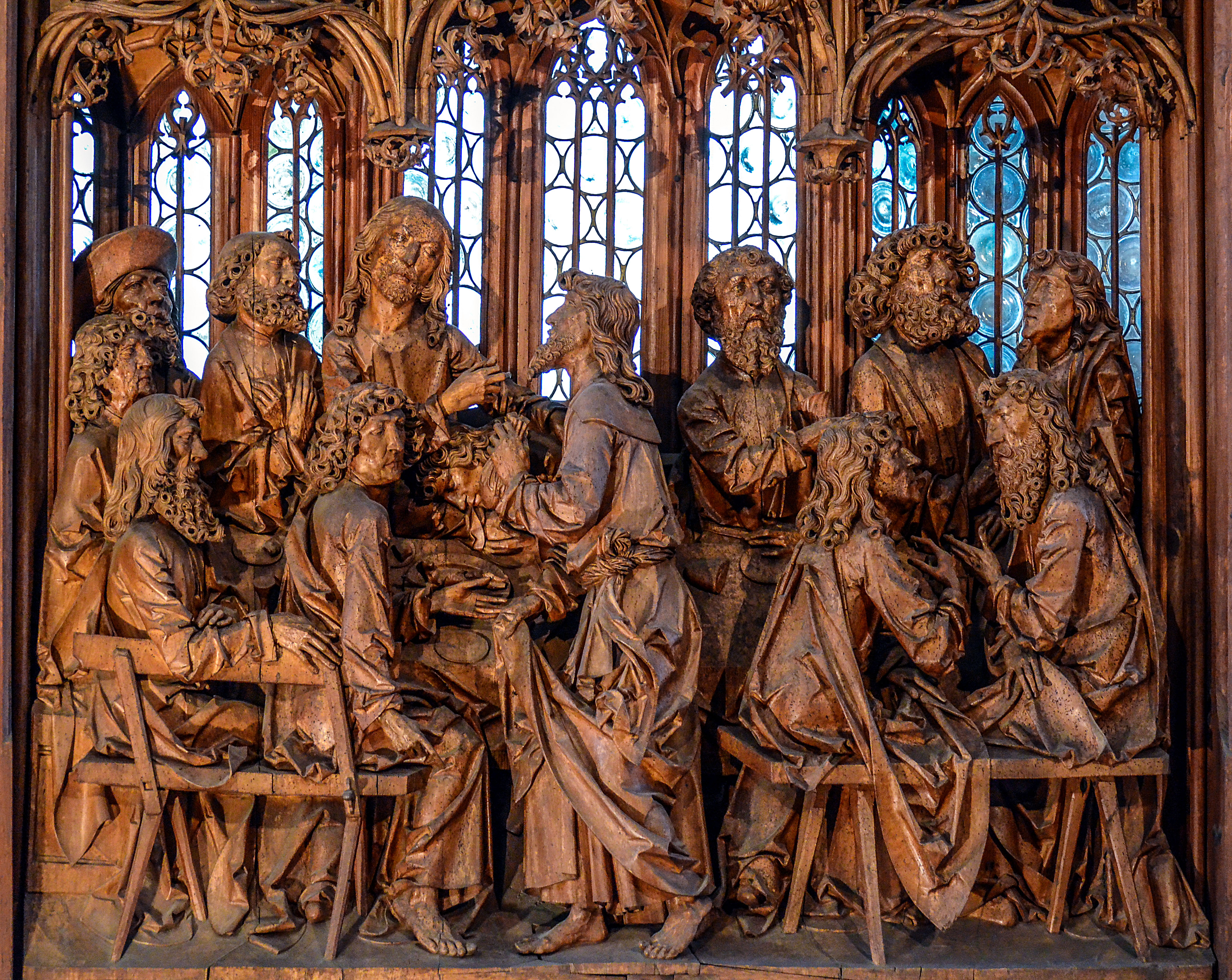
圣血祭坛装饰屏细部：最后的晚餐
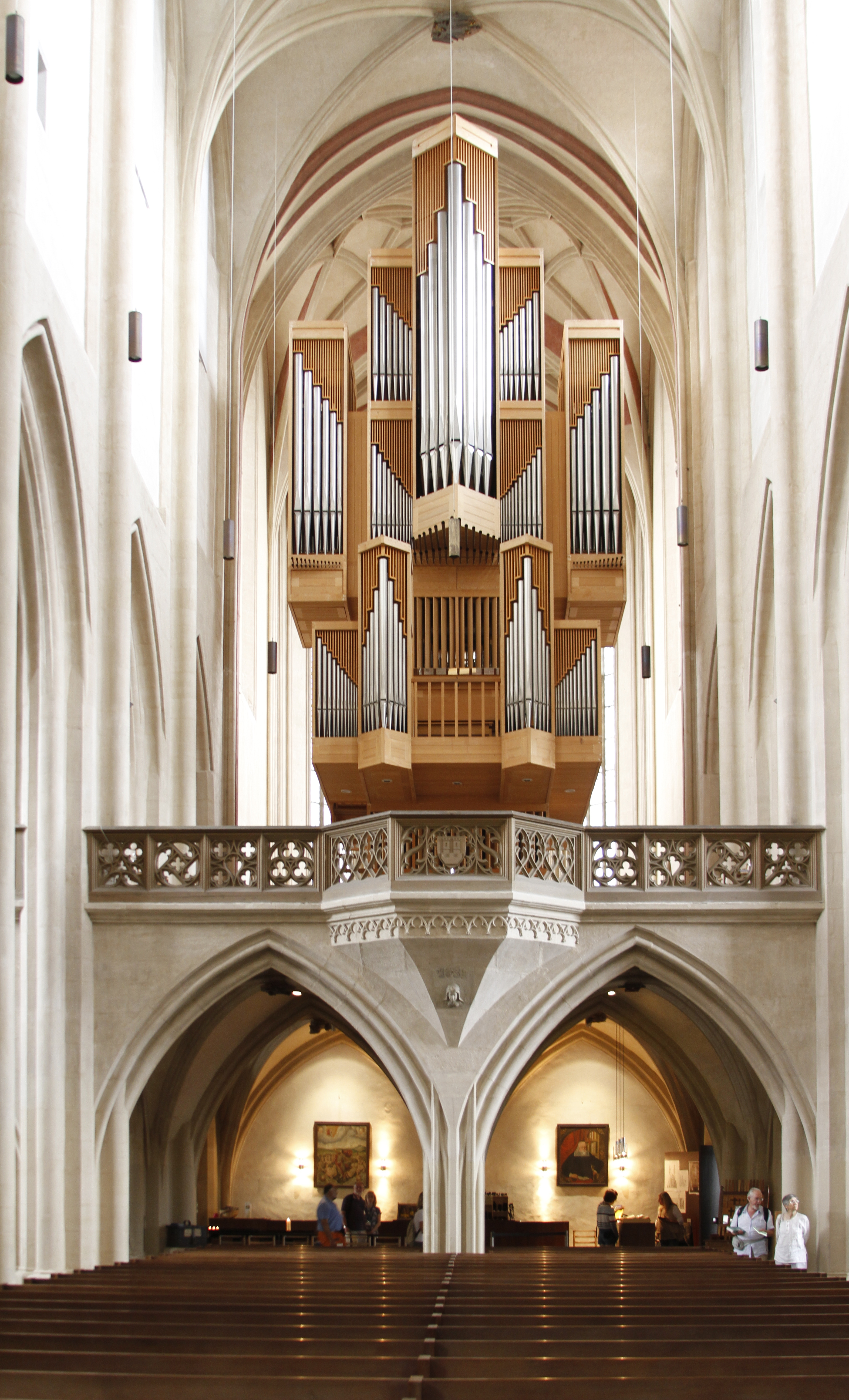
圣血祭坛装饰屏
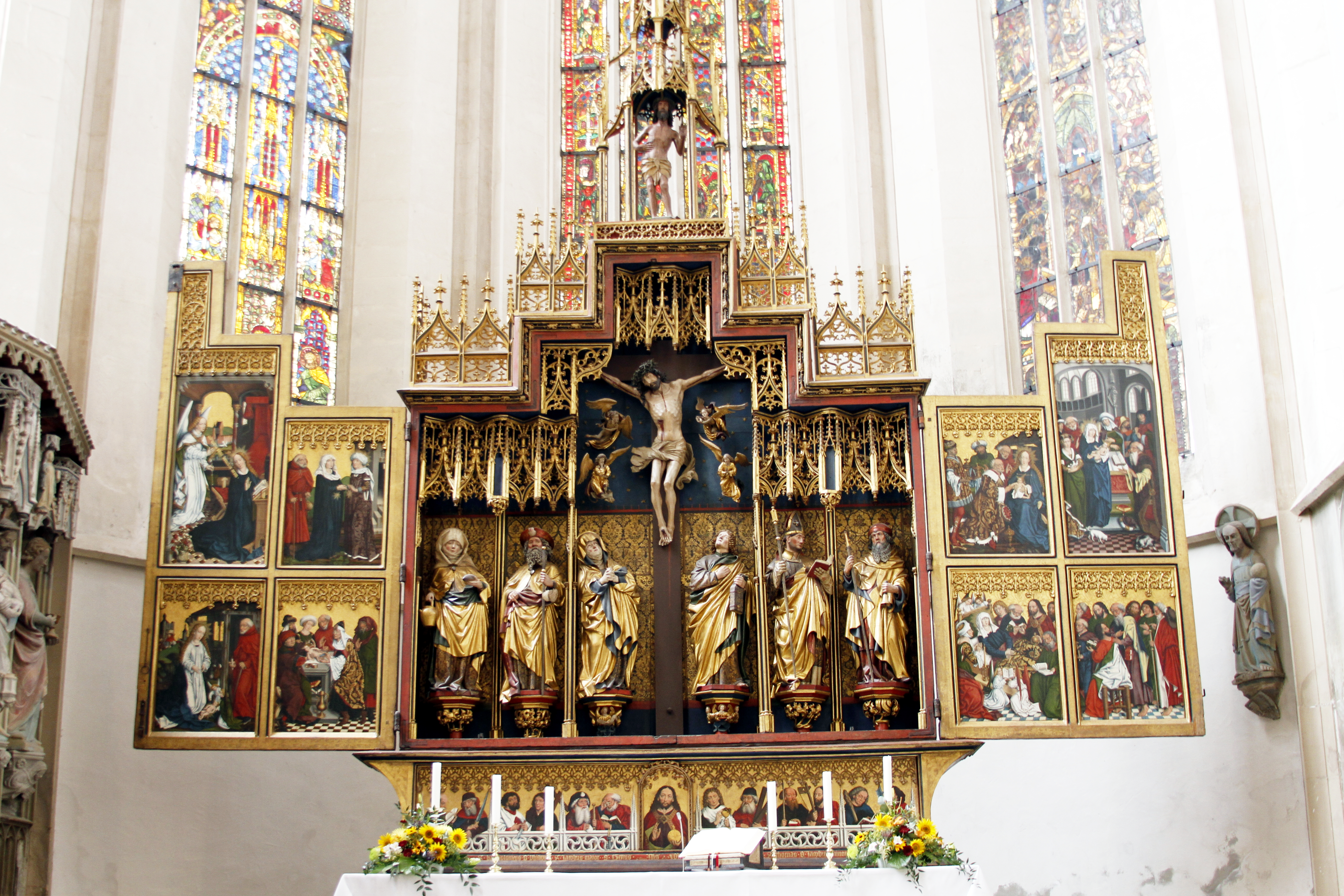
十二门徒祭坛